# Baltacı
Il corpo dei baltacı o baltadji (plurale baltacılar, "alabardiere") era una classe di guardie di palazzo nell'Impero ottomano dal XV all'inizio del XIX secolo.

## Storia
Conosciuto anche con l'equivalente titolo persiano tabardar, il corpo dei baltadji risale alle origini dell'Impero ottomano: reclutati dal devshirme, servirono come zappatori e pionieri dell'esercito ottomano. Già all'inizio del XV secolo, alcuni furono utilizzati come guardie nel palazzo del Sultano ad Edirne. Dopo la caduta di Costantinopoli e la costruzione di vari palazzi nella nuova capitale, furono create delle compagnie separate di baltadjis per il servizio di guardia in ogni palazzo: per il Palazzo Vecchio (Eski Saray), per il Palazzo Nuovo o Palazzo di Topkapı, per il Palazzo di Galata, e per il Palazzo di Ibrahim Pasha.

## Compiti
Poiché il Palazzo Topkapi era la principale residenza imperiale, gli uomini della sua compagnia di baltadji avevano uno status speciale: mentre gli uomini delle altre compagnie erano arruolati, dopo un periodo di servizio, dai reggimenti di fanteria dei giannizzeri, gli uomini del Palazzo Topkapi avevano il privilegio di essere arruolati nei reggimenti di cavalleria degli sipahi e fra i silahdar. I baltadji del Topkapi erano comandati da un kahya o kethüda, che era sotto il comando del primo valletto del Sultano, il Silahdar Agha. La compagnia era anche responsabile della fornitura di legna da ardere allo Harem Imperiale. Per evitare di vedere inavvertitamente le signore dell'harem, i baltacı erano equipaggiati con speciali paraocchi di stoffa o pizzo e giacche con colletti molto alti, da cui erano comunemente noti come "uomini con l'ascia con i paraocchi" (zülüflü baltacılar). Inoltre, dodici subalterni (kalfa) della compagnia del Palazzo Topkapi, scelti per la loro cultura, partecipavano al cerimoniale di corte: portavano il trono del Sultano durante la sua cerimonia di incoronazione ed in altre importanti occasioni, custodivano lo stendardo sacro del Profeta nelle campagne mentre recitavano versi dal Corano, custodivano gli effetti personali delle signore dell'harem del Topkapi quando la corte si trasferiva nelle residenze estive e, dopo il XVII secolo,  offrivano ai predicatori della Moschea Blu sharbat, acqua di rose e incenso il giorno del compleanno del Profeta. Altri baltadji della compagnia del Topkapi erano anche assegnati agli incarichi principali del palazzo, mentre due kalfa della compagnia lavoravano come capo cuoco e vice capo cuoco della cucina imperiale.
La compagnia a guardia del Palazzo Vecchio, che in seguito alla costruzione del Topkapi fu relegata a residenza delle madri dei sultani, era originariamente sotto la responsabilità del Kapi Agha, ma dopo il XVII secolo del Kizlar Agha. Questi ultimi spesso utilizzavano membri istruiti della compagnia dei baltadji del Palazzo Vecchio come segretari personali o come impiegati nell'amministrazione delle pie dotazioni delle Città Sante. Altri uomini di questa compagnia furono nominati capo dei preparatori di caffè (kahvedji bashi) per le valide sultan e per varie principesse.

## Il sistema del Devshirme e Baltacı
Fina alla metà del XVII secolo, le compagnie Baltadji non selezionavano più le reclute fra i soldati provenienti dal devshirme (acemi oghlans), ma principalmente fra i musulmani anatolici e, occasionalmente, fra i parenti dei servitori del palazzo. Nel 1675, i palazzi di Galata e di Ibrahim Pasha furono chiusi e le loro compagnie di baltadji furono sciolte. Il sultano Mustafa III (che regnò dal 1757 al 1774) abolì anche la compagnia del palazzo di Topkapi, ma fu restaurata dal suo successore, Abdülhamid I (regno 1774-1789),che sopravvisse fino a quando l'intero palazzo fu riorganizzato durante le riforme del sultano Mahmud II (r. 1808–1839).
Diversi membri del corpo scalarono la carriera amministrativa fino a diventare Gran Visir, come Baltacı Mehmed Pascià e Nevşehirli Damat İbrahim Pascià.